# Grīgorīs Geōrgatos
Grīgorīs Geōrgatos (in greco: Γρηγόρης Γεωργάτος; Pireo, 31 ottobre 1972) è un dirigente sportivo ed ex calciatore greco, di ruolo difensore o centrocampista.

## Carriera

### Club
La sua carriera inizia nel Panachaïkī, squadra di Patrasso, dove resta per quattro stagioni. Passato all'Olympiacos, la principale formazione della sua città, qui trascorre tre stagioni; nell'ultima, quella del 1998-1999, nonostante l'impiego da terzino riesce a mettere a segno ben 12 reti, assurgendo clamorosamente a capocannoniere della squadra del Pireo.
Nell'estate 1999 si trasferisce all'Inter per 15 miliardi di lire. La prima stagione in Italia è molto positiva sul piano personale, emergendo tra le rivelazioni del campionato oltreché tra le poche note liete della negativa annata nerazzurra. Tuttavia a fine stagione, preda della nostalgia, chiede espressamente di essere ceduto a una squadra greca, sicché la società milanese lo rimanda in prestito all'Olympiakos.
Nella stagione 2001-2002 tenta una seconda esperienza all'Inter, ma stavolta le prestazioni sono deludenti e, non riuscendo a ritagliarsi spazio, a fine campionato torna a titolo definitivo in Grecia, nelle file dell'AEK Atene. Dopo una stagione e mezza ad Atene, a metà dell'annata 2003-2004 fa il suo terzo e definitivo ritorno all'Olympiakos, club dove chiuderà la carriera agonistica nel 2007.

### Nazionale
Esordisce con la nazionale maggiore nel 1995, partecipando a una vittoriosa gara contro San Marino (4-0) valida per le qualificazioni al campionato d'Europa 1996. Negli anni a seguire diviene un elemento inamovibile della rappresentativa ellenica; questo fino al 2001 quando alcune incomprensioni con il selezionatore Otto Rehhagel lo portano ad abbandonare la nazionale, tre anni prima dello storico successo greco al campionato d'Europa 2004.

## Statistiche

### Presenze e reti nei club
| Stagione          | Squadra           | Campionato        | Campionato | Campionato | Coppe nazionali | Coppe nazionali | Coppe nazionali | Coppe continentali | Coppe continentali | Coppe continentali | Altre coppe | Altre coppe | Altre coppe | Totale | Totale |
| Stagione          | Squadra           | Comp              | Pres       | Reti       | Comp            | Pres            | Reti            | Comp               | Pres               | Reti               | Comp        | Pres        | Reti        | Pres   | Reti   |
| ----------------- | ----------------- | ----------------- | ---------- | ---------- | --------------- | --------------- | --------------- | ------------------ | ------------------ | ------------------ | ----------- | ----------- | ----------- | ------ | ------ |
| 1991-1992         | Panachaïkī        | A                 | 30         | 4          | CG              | ?               | ?               | -                  | -                  | -                  | -           | -           | -           | 30+    | 4+     |
| 1992-1993         | Panachaïkī        | A                 | 26         | 2          | CG              | ?               | ?               | -                  | -                  | -                  | -           | -           | -           | 26+    | 2+     |
| 1993-1994         | Panachaïkī        | A                 | 28         | 5          | CG              | ?               | ?               | -                  | -                  | -                  | -           | -           | -           | 28+    | 5+     |
| 1994-1995         | Panachaïkī        | B                 | 26         | 7          | CG              | ?               | ?               | -                  | -                  | -                  | -           | -           | -           | 26+    | 7+     |
| ago.-dic. 1995    | Panachaïkī        | A                 | 10         | 3          | CG              | ?               | ?               | -                  | -                  | -                  | -           | -           | -           | 10+    | 3+     |
| Totale Panachaïkī | Totale Panachaïkī | Totale Panachaïkī | 120        | 21         |                 | ?               | ?               |                    | -                  | -                  |             | -           | -           | 120+   | 21+    |
| gen.-giu. 1996    | Olympiacos        | A                 | 17         | 2          | CG              | ?               | ?               | CU                 | -                  | -                  | -           | -           | -           | 17+    | 2+     |
| 1996-1997         | Olympiacos        | A                 | 33         | 6          | CG              | ?               | ?               | CU                 | 2                  | 0                  | -           | -           | -           | 35+    | 6+     |
| 1997-1998         | Olympiacos        | A                 | 30         | 2          | CG              | 2               | 0               | UCL                | 8                  | 2                  | -           | -           | -           | 26     | -34    |
| 1998-1999         | Olympiacos        | A                 | 26         | 12         | CG              | 6               | 2               | UCL                | 9                  | 1                  | -           | -           | -           | 41     | 15     |
| 1999-2000         | Inter             | A                 | 28         | 2          | CI              | 6               | 1               | -                  | -                  | -                  | -           | -           | -           | 34     | 3      |
| 2000-2001         | Olympiacos        | A                 | 20         | 5          | CG              | 9               | 2               | UCL+CU             | 4+2                | 0+0                | -           | -           | -           | 35     | 7      |
| 2001-2002         | Inter             | A                 | 10         | 1          | CI              | 0               | 0               | CU                 | 2                  | 0                  | -           | -           | -           | 12     | 1      |
| Totale Inter      | Totale Inter      | Totale Inter      | 38         | 3          |                 | 6               | 1               |                    | 2                  | 0                  |             | -           | -           | 46     | 4      |
| 2002-2003         | AEK Atene         | A                 | 23         | 2          | CG              | 7               | 0               | UCL+CU             | 5+3                | 0+1                | -           | -           | -           | 38     | 3      |
| ago.-dic. 2003    | AEK Atene         | A                 | 6          | 5          | CG              | 0               | 0               | UCL                | 3                  | 0                  | -           | -           | -           | 9      | 5      |
| Totale AEK        | Totale AEK        | Totale AEK        | 29         | 7          |                 | 7               | 0               |                    | 11                 | 1                  |             | -           | -           | 47     | 8      |
| gen.-giu. 2004    | Olympiacos        | A                 | 13         | 1          | CG              | 5               | 2               | UCL                | -                  | -                  | -           | -           | -           | 18     | 3      |
| 2004-2005         | Olympiacos        | A                 | 25         | 3          | CG              | 7               | 1               | UCL+CU             | 5+3                | 0+0                | -           | -           | -           | 40     | 4      |
| 2005-2006         | Olympiacos        | A                 | 22         | 1          | CG              | 3               | 0               | UCL                | 3                  | 0                  | -           | -           | -           | 28     | 1      |
| 2006-2007         | Olympiacos        | SL                | 8          | 0          | CG              | 1               | 0               | UCL                | 3                  | 0                  | -           | -           | -           | 12     | 0      |
| Totale Olympiakos | Totale Olympiakos | Totale Olympiakos | 194        | 32         |                 | 33+             | 7+              |                    | 39                 | 3                  |             | -           | -           | 266+   | 42+    |
| Totale carriera   | Totale carriera   | Totale carriera   | 381        | 63         |                 | 46+             | 8+              |                    | 52                 | 4                  |             | -           | -           | 479+   | 75+    |

### Cronologia presenze e reti in nazionale
| Cronologia completa delle presenze e delle reti in nazionale ― Grecia | Cronologia completa delle presenze e delle reti in nazionale ― Grecia | Cronologia completa delle presenze e delle reti in nazionale ― Grecia | Cronologia completa delle presenze e delle reti in nazionale ― Grecia | Cronologia completa delle presenze e delle reti in nazionale ― Grecia | Cronologia completa delle presenze e delle reti in nazionale ― Grecia | Cronologia completa delle presenze e delle reti in nazionale ― Grecia | Cronologia completa delle presenze e delle reti in nazionale ― Grecia |
| Data                                                                  | Città                                                                 | In casa                                                               | Risultato                                                             | Ospiti                                                                | Competizione                                                          | Reti                                                                  | Note                                                                  |
| --------------------------------------------------------------------- | --------------------------------------------------------------------- | --------------------------------------------------------------------- | --------------------------------------------------------------------- | --------------------------------------------------------------------- | --------------------------------------------------------------------- | --------------------------------------------------------------------- | --------------------------------------------------------------------- |
| 6-9-1995                                                              | Serravalle                                                            | San Marino                                                            | 0 – 4                                                                 | Grecia                                                                | Qual. Euro 1996                                                       | -                                                                     | 57’                                                                   |
| 20-9-1995                                                             | Salonicco                                                             | Grecia                                                                | 0 – 2                                                                 | Jugoslavia                                                            | Amichevole                                                            | -                                                                     | 46’                                                                   |
| 11-10-1995                                                            | Mosca                                                                 | Russia                                                                | 2 – 1                                                                 | Grecia                                                                | Qual. Euro 1996                                                       | -                                                                     | 46’                                                                   |
| 15-11-1995                                                            | Candia                                                                | Grecia                                                                | 5 – 0                                                                 | Fær Øer                                                               | Qual. Euro 1996                                                       | -                                                                     | 76’                                                                   |
| 22-1-1997                                                             | Gerusalemme                                                           | Israele                                                               | 1 – 1                                                                 | Grecia                                                                | Amichevole                                                            | -                                                                     |                                                                       |
| 19-2-1997                                                             | Atene                                                                 | Grecia                                                                | 0 – 0                                                                 | Portogallo                                                            | Amichevole                                                            | -                                                                     | 30’                                                                   |
| 2-4-1997                                                              | Sarajevo                                                              | Bosnia ed Erzegovina                                                  | 0 – 1                                                                 | Grecia                                                                | Qual. Mondiali 1998                                                   | -                                                                     | 46’                                                                   |
| 19-8-1997                                                             | Candia                                                                | Grecia                                                                | 2 – 1                                                                 | Cipro                                                                 | Amichevole                                                            | -                                                                     | 46’                                                                   |
| 6-9-1997                                                              | Lubiana                                                               | Slovenia                                                              | 0 – 3                                                                 | Grecia                                                                | Qual. Mondiali 1998                                                   | -                                                                     |                                                                       |
| 11-10-1997                                                            | Atene                                                                 | Grecia                                                                | 0 – 0                                                                 | Danimarca                                                             | Qual. Mondiali 1998                                                   | -                                                                     | 46’                                                                   |
| 18-2-1998                                                             | Atene                                                                 | Grecia                                                                | 1 – 1                                                                 | Russia                                                                | Amichevole                                                            | -                                                                     | 65’                                                                   |
| 8-4-1998                                                              | Bucarest                                                              | Romania                                                               | 2 – 1                                                                 | Grecia                                                                | Amichevole                                                            | -                                                                     |                                                                       |
| 6-9-1998                                                              | Atene                                                                 | Grecia                                                                | 2 – 2                                                                 | Slovenia                                                              | Qual. Euro 2000                                                       | -                                                                     | 78’                                                                   |
| 14-10-1998                                                            | Atene                                                                 | Grecia                                                                | 3 – 0                                                                 | Georgia                                                               | Qual. Euro 2000                                                       | -                                                                     |                                                                       |
| 18-11-1998                                                            | Tirana                                                                | Albania                                                               | 0 – 0                                                                 | Grecia                                                                | Qual. Euro 2000                                                       | -                                                                     |                                                                       |
| 3-2-1999                                                              | Larnaca                                                               | Grecia                                                                | 2 – 1                                                                 | Finlandia                                                             | Torneo di Cipro 1999 - Semifinale                                     | 1                                                                     |                                                                       |
| 5-2-1999                                                              | Nicosia                                                               | Grecia                                                                | 1 – 0                                                                 | Belgio                                                                | Torneo di Cipro 1999 - Finale                                         | -                                                                     | 67’                                                                   |
| 10-3-1999                                                             | Atene                                                                 | Grecia                                                                | 3 – 2                                                                 | Croazia                                                               | Amichevole                                                            | -                                                                     | 58’                                                                   |
| 27-3-1999                                                             | Atene                                                                 | Grecia                                                                | 0 – 2                                                                 | Norvegia                                                              | Qual. Euro 2000                                                       | -                                                                     |                                                                       |
| 31-3-1999                                                             | Riga                                                                  | Lettonia                                                              | 0 – 0                                                                 | Grecia                                                                | Qual. Euro 2000                                                       | -                                                                     | 74’                                                                   |
| 28-4-1999                                                             | Atene                                                                 | Grecia                                                                | 1 – 1                                                                 | Svizzera                                                              | Amichevole                                                            | 1                                                                     |                                                                       |
| 5-6-1999                                                              | Tbilisi                                                               | Georgia                                                               | 1 – 2                                                                 | Grecia                                                                | Qual. Euro 2000                                                       | -                                                                     | 61’                                                                   |
| 9-6-1999                                                              | Atene                                                                 | Grecia                                                                | 1 – 2                                                                 | Lettonia                                                              | Qual. Euro 2000                                                       | -                                                                     | 39’ 73’                                                               |
| 16-8-1999                                                             | Xanthi                                                                | Grecia                                                                | 3 – 2                                                                 | Messico                                                               | Amichevole                                                            | 1                                                                     |                                                                       |
| 4-9-1999                                                              | Oslo                                                                  | Norvegia                                                              | 1 – 0                                                                 | Grecia                                                                | Qual. Euro 2000                                                       | -                                                                     |                                                                       |
| 6-10-1999                                                             | Atene                                                                 | Grecia                                                                | 2 – 0                                                                 | Albania                                                               | Qual. Euro 2000                                                       | -                                                                     | 67’                                                                   |
| 23-2-2000                                                             | Calamata                                                              | Grecia                                                                | 4 – 1                                                                 | Austria                                                               | Amichevole                                                            | -                                                                     | 71’                                                                   |
| 29-3-2000                                                             | Atene                                                                 | Grecia                                                                | 2 – 0                                                                 | Romania                                                               | Amichevole                                                            | -                                                                     | 77’                                                                   |
| 3-6-2000                                                              | Bucarest                                                              | Romania                                                               | 2 – 1                                                                 | Grecia                                                                | Amichevole                                                            | -                                                                     | 46’                                                                   |
| 16-8-2000                                                             | San Gallo                                                             | Svizzera                                                              | 2 – 2                                                                 | Grecia                                                                | Amichevole                                                            | -                                                                     | 83’                                                                   |
| 2-9-2000                                                              | Amburgo                                                               | Germania                                                              | 2 – 0                                                                 | Grecia                                                                | Qual. Mondiali 2002                                                   | -                                                                     |                                                                       |
| 7-10-2000                                                             | Atene                                                                 | Grecia                                                                | 1 – 0                                                                 | Finlandia                                                             | Qual. Mondiali 2002                                                   | -                                                                     | 72’                                                                   |
| 15-11-2000                                                            | Rodi                                                                  | Grecia                                                                | 0 – 2                                                                 | Slovacchia                                                            | Amichevole                                                            | -                                                                     | 65’                                                                   |
| 28-3-2001                                                             | Atene                                                                 | Grecia                                                                | 2 – 4                                                                 | Germania                                                              | Qual. Mondiali 2002                                                   | -                                                                     | 24’                                                                   |
| 5-9-2001                                                              | Helsinki                                                              | Finlandia                                                             | 5 – 1                                                                 | Grecia                                                                | Qual. Mondiali 2002                                                   | -                                                                     |                                                                       |
| Totale                                                                |                                                                       | Presenze                                                              | 35                                                                    |                                                                       | Reti                                                                  | 3                                                                     |                                                                       |

## Palmarès

### Club
- Campionato greco: 7

Olympiakos: 1996-1997, 1997-1998, 1998-1999, 2000-2001, 2004-2005, 2005-2006, 2006-2007
- Coppa di Grecia: 2

Olympiakos: 1998-1999, 2005-2006

### Individuale
- Calciatore greco dell'anno: 1

1999